# Batalla de flores (Albacete)
La Batalla de Flores es una de las tradiciones más populares y multitudinarias de la ciudad española de Albacete. Se realiza todos los años el 8 de septiembre en el marco de la Feria de Albacete.

## Características
La Batalla de Flores es una cabalgata que desfila con las mismas carrozas que la Cabalgata de la Feria de Albacete. Tiene lugar en la mañana del 8 de septiembre, día de la patrona, la Virgen de Los Llanos, un día después del comienzo de la Feria de Albacete, declarada de Interés Turístico Internacional.
Comienza a partir de las 12 de la mañana y suele terminar alrededor de las 14:30 horas. El desfile recorre algunas de las calles más importantes de la ciudad con su colorido habitual.
La procesión se desarrolla desde la plaza de Gabriel Lodares hasta la Casa Perona. Hasta el año 2022 la Batalla finalizaba en la Avenida de la Estación. En ella desfilan manchegas y manchegos con los trajes típicos (de manchegos, espigadores o serranos) o con el atuendo de las peñas, los cuales lanzan serpentinas y confetis.
Previamente a la Batalla de Flores tiene lugar la multitudinaria misa pontifical en honor a la Virgen de Los Llanos, que se celebra en la catedral de Albacete a las 11 de la mañana.